# Microsoft Pocket PC
Pocket PC (zu dt. etwa „PC für die Westentasche“) ist ein von Microsoft seit der CeBIT 2000 in Deutschland geprägter Begriff. Er bezeichnet sowohl eine Reihe von PDAs, die mit dem Betriebssystem Windows Mobile (oder einem seiner Vorläufer) betrieben werden, als auch zum Teil das verwendete Betriebssystem selbst.
Der Name Pocket PC wurde von Microsoft ursprünglich eher aus marketingtechnischen Gründen gewählt und diente dazu, sich von der Konkurrenz und dem bisherigen Marktführer Palm mit dem Betriebssystem Palm OS abzugrenzen und den Begriff Palm-Size PC (zu dt. etwa „PC in Handflächengröße“) abzulösen. Seit Windows Mobile 2003 trennte sich Microsofts Marketingstrategie wieder von den Hardware-Begriffen Pocket PC und Smartphone und besann sich für das Betriebssystem auf den Markennamen Windows Mobile.
In Konkurrenz zu Windows Mobile stehen vor allem Apples iOS, Palm OS, Bada, Symbian, Blackberry und Linux bzw. Android.

## Betriebssystem
Pocket PC basiert auf dem Betriebssystemkern Windows CE (WinCE) und definiert durch die über den Betriebssystemkern hinausgehende Oberfläche und die enthaltenen Anwendungen (Organizerfunktionalität, Webbrowser, E-Mail, Textverarbeitung, Tabellenkalkulation, …) das eigentlich für den Anwender Wesentliche des PDAs.
Windows CE wurde speziell für die Verwendung in Klein- und Kleinstcomputern insbesondere für Industrie, Automotive und mobile Geräte entwickelt. Es stellte also „nur“ die Basis für das Betriebssystem Pocket PC dar, ist dem aber nicht gleichzusetzen.
Windows CE kann auf unterschiedlichsten Plattformen mit verschiedensten Merkmalen laufen. Ein Entwickler nimmt hierzu den Microsoft Platform Builder und stellt sein individuelles Windows CE zusammen: mit oder ohne grafischer Oberfläche, Kommandozeile, mit Bluetooth-Unterstützung etc.
Die Lizenzkosten pro ausgeliefertem Gerät mit Windows CE variieren in Abhängigkeit von den benutzten Funktionen und der benötigten Lizenzen. Für Pocket PC werden inoffiziell OEM-Lizenzkosten in Höhe von etwa 10–15 US-Dollar pro Gerät genannt.
Die für die Entwicklung von Anwendungen für die verschiedenen Windows-CE- bzw. Windows-Mobile-Plattformen benötigten Werkzeuge („eMbedded Visual Tools“) und SDKs stellt Microsoft kostenlos zur Verfügung. Eine wesentlich umfassendere, kostenpflichtige Entwicklungsumgebung ist Microsoft Visual Studio.

### Microsofts PDA-Plattformvarianten
Die Bezeichnung Windows CE trat nach Einführung der für Endanwender als prägnanter geglaubten Plattformnamen Handheld PC, Palm-size PC, Pocket PC und Smartphone von Microsoft für die mobilen Plattformen in den Hintergrund. Nach der Einstellung der ersten PDA-Plattform Handheld PC und der Ablösung des Palm-size PC durch Pocket PC bleiben heute nur noch Pocket PC und Smartphone. Diese beiden Plattformbezeichnungen sind heute nur noch Namenszusatz für die im Jahr 2003 eingeführte Dachmarke Windows Mobile.
Die Geräte der Typen Windows Mobile for Pocket PC und Windows Mobile for Smartphone benötigen nicht zuletzt wegen der unterschiedlich leistungsfähigen Hardware, Bildschirmauflösungen und Bedienkonzepte (ein Pocket PC besitzt einen Touchscreen, ein Smartphone hingegen nur eine normale Handytastatur und wenige Steuertasten zur Einhandbedienung) für die jeweilige Zielplattform entwickelte Software.
Häufig wird nach Verfügbarkeit eines Updates (ROM-Update) oder einer neuen Betriebssystem-Version (Upgrade) gefragt. Microsoft stellt für Endkunden eine neue Version jedoch nicht selbst zur Verfügung. Dafür sind ausschließlich die Hersteller bzw. OEMs des jeweiligen Modells zuständig, wobei Updates häufiger angeboten werden, seltener jedoch Upgrades auf eine neue Betriebssystemversion (wie z. B. von Windows Mobile 2003 Second Edition auf Windows Mobile 5.0). Das Betriebssystem wird stark an die jeweilige Hardware angepasst, deshalb lohnt sich für Hersteller der Aufwand für echte Upgrades auch wegen der Vermarktung neuer Geräte nur selten.
Windows Mobile for Pocket PC, ehemals Microsoft Pocket PC, erweitert die Funktionalität von Windows CE um typische Anwendungen für Taschencomputer wie Terminkalender oder Adressverwaltung. Die Benutzeroberfläche orientiert sich dabei an derjenigen von Windows, ist allerdings speziell für die Verwendung auf Taschencomputern angepasst worden.
Windows Mobile for Pocket PC Phone Edition ist eine erweiterte Variante, die ein im PDA integriertes Telefonie-Modul (wie GSM oder UMTS) unterstützt. Es gibt also zusätzlich eine Empfangsanzeige, die Telefon-Anwendung, eine SMS-/MMS-Erweiterung für die E-Mail-Applikation (die bei normalen Pocket-PCs via Bluetooth oder IrDA kommuniziert) und diverse zusätzliche Schnittstellen.
Windows Mobile for Smartphones, ehemals Windows Smartphone, ist die Windows CE-Variante für Mobiltelefone. Im Gegensatz zu Windows Mobile for Pocket PC Phone Edition haben diese Geräte keinen Touchscreen, meist ein kleineres Display und eine Ziffern-Tastatur. Sie ähneln also mehr einem (damals) üblichen Mobiltelefon als einem PDA.
Obwohl der Name des Betriebssystems mittlerweile (fast) gleich ist, gibt es gewaltige Unterschiede zwischen Windows Mobile for Pocket PC (Phone Edition) und Windows Mobile for Smartphone. Dadurch laufen die meisten Programme, die für Pocket-PCs geschrieben wurden nicht auf Smartphones und umgekehrt.
Microsoft ist aber bestrebt, die Systeme wieder langsam zusammenwachsen zu lassen. So gibt es in Windows Mobile 5 beispielsweise die von den Smartphones bekannten Softkeys (zwei Tasten mit im Display angezeigter Funktion) und die Möglichkeit, nur signierte Programme ausführen zu lassen oder vor der Ausführung von unsignierten Anwendungen zu warnen.

### Pocket PC Phone Edition
Einige PDA verfügen heute weiter über eine integrierte Mobiltelefon-Funktionalität, für diese bietet Microsoft eine eigene Betriebssystemvariante „Pocket PC Phone Edition“ an. PDA, welche über eine solche Funktionalität verfügen, werden über eine Vielzahl an Handelsbezeichnungen (MDA, Qtek/HTC, SPV, Xphone, VDA, PPC, Dopod, Ameo, TyTN, XDA, Xda) vermarktet. Eine Bezeichnung PDA orientiert sich an einer Bauart an der Displaygröße und am Fehlen einer Tastatur, sogenannte Smartphones sind in ihrer Bauform keine PDA und damit eine eigene Gerätekategorie.

### Versionsübersicht
| Name                                         | Kernel                               | Kommentar |
| -------------------------------------------- | ------------------------------------ | --- |
| Microsoft Windows CE 1.0                     |                                      | |
| Microsoft Windows CE 1.1                     |                                      | |
| Microsoft Windows CE 2.0                     |                                      | |
| Microsoft Windows CE 2.01                    |                                      | |
| Microsoft Windows CE 2.02                    |                                      | |
| Microsoft Windows CE 2.1                     |                                      | |
| Microsoft Windows CE 2.11                    |                                      | |
| Microsoft Windows CE 2.12                    |                                      | |
| Microsoft Pocket PC 2000                     | Windows CE 3.0, wie Handheld PC 2000 | oft wird das 2000 nicht genannt; erschienen im April 2000                                                                                  |
| Microsoft Pocket PC 2002                     | Windows CE 3.0 (Version 3.0.11171)   | auch als Phone Edition für PDAs mit Telefonfunktionen und „Smartphone 2002“ für Smartphones; Look von Windows XP; erschien im Oktober 2001 |
| Microsoft Windows Mobile 2003 für Pocket PC  | Windows CE 4.2 (CE .NET 4.2)         | auch als „Phone Edition“ für PDAs mit Telefonfunktionen und „Smartphone“ für Smartphones; erschienen im Juni 2003                          |
| Microsoft Windows Mobile 2003 Second Edition | Windows CE 4.21 (CE .NET 4.21)       | auch als „Phone Edition“ für PDAs mit Telefonfunktionen und „Smartphone“ für Smartphones; erschienen im März 2004                          |
| Microsoft Windows Mobile 5.0                 | Windows CE 5.0                       | auch als „Phone Edition“ für PDAs mit Telefonfunktionen und „Smartphone“ für Smartphones; erschienen im Mai 2005                           |
| Microsoft Windows Mobile 6.0                 | Windows CE 5.2                       | im Look von Windows Vista und mit mehr Stabilität; erschienen im Januar 2007 (erste Geräte seit Mai im Handel oder per Update)             |
| Microsoft Windows Mobile 6.1                 |                                      | |
| Microsoft Windows Mobile 6.5                 |                                      | |

### Geschichte
Windows CE unterschied noch deutlich zwischen Handheld-PC und einem normalen PDA (bis zum Jahr 2000 von Microsoft auch als Palm-Size PC, später Pocket PC bezeichnet).
Handheld-PCs als weitere Gerätegattung waren ein ganzes Stück größer und verfügen über ein deutlich größeres Display als die nur handflächengroßen PDAs. Hauptunterschied ist jedoch eine physisch vorhandene Tastatur, bei PDAs wird diese auf dem Bildschirm eingeblendet (nur wenige Pocket-PC-Modelle verfügen zusätzlich über eine integrierte Tastatur).
Bereits in Windows CE Version 1.0 (1996) war es möglich, rudimentäre Multimedia-Funktionen zu nutzen.
Mit Version 2.0 (1998) war es dann möglich, Farbdisplays mit bis zu 65.536 Farben anzusteuern.
Von Beginn an setzte Microsoft darauf, diese Geräte auch in Netzwerke einzubinden und viele Erweiterungen zu ermöglichen.
Traditionellerweise teilt sich der Speicher der Geräte in Datenspeicher und den Speicher zum Ausführen von Programmen auf. Waren in der ersten Generation noch 8 MB Gesamt-Speicher üblich, wuchs dieser bereits in der zweiten Generation auf bis zu 128 MB, der sich im laufenden Betrieb aufteilen ließ.
Mit der Einführung der Version 2002 kamen auch erste Geräte auf den Markt, die reale Auflösungen von 640×480 Pixeln (VGA) auf einem 3,5-Zoll-Display schafften.
Die Pocket-PC-Plattform wird ab der Version 2002 massiv für den Massenmarkt optimiert. Dazu gehört es auch, viele für den Fachmann sinnvolle Funktionen, wie das Beenden von Anwendungen, Kontrolle über Netzwerk etc. entweder zu unterbinden, verbieten oder hinter „benutzerfreundlichen“ Schichten zu verstecken.
Ebenfalls mit der Version 2002 eingeführt wurde der „Connection Manager“, der die vollständige Kontrolle über jedwede Netzwerkverbindung (LAN, DFÜ etc.) übernimmt und vieles automatisieren soll.
Einige der Automatismen arbeiten jedoch nicht im Sinne besonders professioneller Benutzer, können aber trotzdem nicht immer umgangen werden.
Ein Problem der gesamten Pocket-PC- und Windows-CE-Familie ist prinzipbedingt, dass sich die Prozessoren der einzelnen Geräte deutlich voneinander unterscheiden, so dass es nicht möglich ist, ein Programm, das für einen Prozessor-Typ geschrieben wurde, auf einem anderen ausführen zu können. Zwar ist ab der Version 2002 die Pocket-PC-Plattform nur noch als Arm-Variante verfügbar, aber viele alte Programme werden nicht mehr aktualisiert und stehen deshalb teilweise trotzdem nur für MIPS o. ä. zur Verfügung. Die Ausführung von Anwendungen anderer Windows-CE-Plattformen, wie Handheld-PC auf Pocket-PCs, ist ebenfalls, meist aufgrund spezifischer Erweiterungen der jeweiligen Plattform, nicht möglich.
Nachdem Microsoft durch unterschiedliche Namen für ähnliche Windows-CE-Systeme für Verwirrung gesorgt hatte, erkannte das Unternehmen, dass eine Rückbesinnung auf das alte Namenssystem sinnvoll war. Windows CE 5.0 hatte, neben neuen Schnittstellen und integrierten WLAN-Funktionen, auch erstmals eine Unterstützung von 3D Grafikchips bekommen.
Eine der wichtigsten Änderungen, die Windows Mobile 5.0 mitbrachte, betraf den Speicher: Der interne Datenspeicher befindet sich nicht mehr im flüchtigen RAM, sondern als sogenannter Persistent Storage im Flash-ROM, was nun vor Datenverlust schützt, wenn die Akku-Energie aufgebraucht ist. Außerdem ließ das nunmehr modular aufgebaute Betriebssystem im ROM erstmals ein selektives Update zu und muss nicht mehr komplett geflasht (überschrieben) werden, wenn der Hersteller bzw. OEM Bugfixes, Verbesserungen oder Ergänzungen anbieten will.
Die Version Windows Mobile 6.0 fügte einige kleine neue Funktionen wie besonders schnell durchsuchbare E-Mail-Titel, die Möglichkeit, auf einen Microsoft Exchange-Server zuzugreifen oder leichte Verbesserungen im Internet Explorer bzw. den Office-Programmen hinzu. Außerdem wartete Windows Mobile 6 mit einer an Windows Vista anlehnenden Optik auf und beinhaltet Stabilitäts- und Geschwindigkeits-Verbesserungen.
Die meisten Veränderungen gegenüber Windows Mobile 5 liegen jedoch im Detail und sind nicht substantiell.

### Kompatibilität
Pocket PC lief bis zur Version 2002 auf Geräten mit unterschiedlichen Architekturen, darunter 32-Bit-x86 (IA-32; „Wintel“: Prozessoren von Intel), MIPS, Arm und Hitachi-SH. Aufgrund des Aufwandes für die Hard- und Softwareentwickler durch die dadurch entstandene Gerätevielfalt, wird das Windows-Mobile-Betriebssystem von Microsoft ab Version 2003 nur noch für Arm-basierende bzw. kompatible Geräte angeboten. Die Hersteller der Geräte sind für die finale Anpassung des Betriebssystems an die Hardware zuständig und somit ist man nach dem Kauf eines Geräts an den Hersteller bzw. den OEM bezüglich eines Updates gebunden. Neue Modelle werden in einem sehr kurzen Zyklus von oft unter 1 Jahr auf den Markt gebracht, die älteren Modelle werden in Bezug auf Betriebssystempflege in der Regel sehr bald nicht weiter unterstützt.
Software für Pocket-PCs ist aus den genannten Gründen nicht lauffähig auf Windows-PCs, oft auch nicht oder nicht voll kompatibel mit den entsprechenden Versionen für PC. Für eine ganze Reihe von Dateiformaten gibt es jedoch teilweise oder auch voll kompatible Betrachter und Bearbeitungssoftware für Pocket-PCs. Das Synchronisationsprogramm Microsoft ActiveSync wird auf Desktop-PCs, welche mit Betriebssystemen vor Vista laufen, installiert, für PCs unter Windows Vista wird von Microsoft ein Nachfolgemodell von Active Sync angeboten; Windows Mobilitätscenter, damit stehen einem die Grundfunktionen von Active Sync. plus weitere zusätzliche Möglichkeiten zur Verfügung, welche vorher mit Zusatzsoftware nachinstalliert werden mussten. Diese beiden Programme stehen neben der Installation von Software über den Desktop auf den angeschlossenen Pocket PC insbesondere auch zur Synchronisation von Daten und Dateien zur Verfügung, wobei einige Dateiformate dabei konvertiert werden und bestimmte Formatierungen verloren gehen. Insbesondere die im ROM mitgelieferten Versionen der Microsoft Programme Word Mobile und Excel Mobile erfordern eine solche Konvertierung unter Verlust zahlreicher Informationen.
Für sogenannte OTA (Over-the-Air) Installation, bei der man keinen Desktop-Computer benötigt, sondern eine eingebaute Luftschnittstelle (GSM/GPRS/UMTS, WLAN, Bluetooth) oder ein Mobiltelefon als Modem nutzt, stehen für Pocket PC Software oft komprimierte Setup-Dateien (.CAB) zur Verfügung.
Optimiert für z. T. verschiedene mobile Betriebssysteme und kompatibel mit Desktop-Software gibt es einige wenige Programme und Dateiformate, von denen besonders Content Reader v. a. für E-Books hervorzuheben sind (Mobipocket, Microsoft Reader, eReader, Vade Mecum/Plucker, TomeRaider sowie Adobe Reader und RepliGo).

### Anwendungssoftware
Pocket-PCs werden neben den klassischen PDA-Funktionen wie PIM (Personal Information Management) und zusehends auch Telefonie-Funktionen (v. a. auch als mobile Internet-Terminals, für E-Mail und Messaging) zu einem erheblichen Teil auch als mobile Satellitennavigationssysteme genutzt. Beliebt sind auch Multimedia-Anwendungen und Spiele, für die sich die anspruchsvolle Plattform ebenfalls bestens eignet.
Die Bandbreite der Anwendungssoftware für Pocket PC ist im Vergleich zum Desktop kaum eingeschränkt. Klassische bzw. am häufigsten auf Pocket PC eingesetzte Anwendungssoftware sind PIM (für Kontakte, Termine, Aufgaben und Notizen) und Navigationssoftware (für GPS-Satellitennavigation), darüber hinaus Spiele jeden Genres, Multimedia-Anwendungen (wie MP3-Player und Videosoftware, Bild-/Foto-Betrachtungs- und Bearbeitungssoftware), E-Books, Übersetzungssoftware, Office-Programme (Textverarbeitung, Tabellenkalkulation, Präsentationen und Datenbanken), insbesondere auf Phone-Edition-Geräten schließlich E-Mail, SMS, MMS, Messenger, Webbrowser, Feedreader (für Web-Feeds im RSS-Format) und verschiedenste Utilities wie z. B. Taschenrechner und Fahrtenbuch.
Der Markt sorgt mit zigtausenden von Programmen dafür, dass für praktisch jede denkbare Anwendung eine große Bandbreite von Lösungen zur Verfügung steht. Es gibt auch ein sehr breites Angebot an Freeware.

## Hardware
Die bekanntesten Hardware-Hersteller für Pocket-PC-Geräte sind u. a. HTC (zumeist für Mobiltelefon-Provider wie z. B. T-Mobile als OEMs sowie für Qtek und i-mate), Hewlett-Packard, Mitac (auch für verschiedene OEMs wie z. B. Yakumo), Dell, Fujitsu-Siemens, Asus, Acer, Eten (auch für den OEM Typhoon), Samsung, darüber hinaus noch mehrere für industrietaugliche Geräte.
Ein in der Vergangenheit sehr erfolgreicher Hersteller hat sich teilweise von Markt zurückgezogen: Casio bietet nur mehr industrietaugliche Pocket-PCs an. Auch Toshiba hatte sich zeitweise vom europäischen Markt zurückgezogen, kehrte aber 2007 mit einer neuen Modellpalette zurück.
Es folgen viele neue Hersteller nach, so dass die angebotene Modellvielfalt stetig zunimmt.
Als Zubehör werden Erweiterungen der Hardware besonders für Funktionalität, die oft nicht durch integrierte Komponenten abgedeckt ist, angeboten: Speicherkarten (i. d. R. in den Formaten SD SecureDigital, MMC MultiMediaCard, CF CompactFlash, MicroDrive), GPS-Receiver (Empfänger für Satellitennavigationssignale, über Bluetooth oder kabelgebunden, z. T. auch mit TMC-Funktionalität für Verkehrsnachrichtensignale), WLAN (als Steckkarte für den SDIO- oder CF-Erweiterungssteckplatz), im professionellen bzw. Industrie-Einsatz z. B. auch Barcode-Scanner.
Während die Markteinführung reiner Pocket-PC-Varianten in den Jahren 2006/2007 eher zu einer Seltenheit wurde, entwickelte das Pocket PC Phone eine bemerkenswerte Funktionsvielfalt. Die teilweise auf unter 120 × 60 × 20 Millimeter geschrumpften Modelle verfügen über interne oder auf der Hauptplatine integrierte GPS-, WLAN- und Bluetooth-Module, ausziehbare QWERTZ-Tastatur, Webcam und Steckplätze für die SDHC-fähigen microSD-Speicherkarten, die Ende 2007 eine Kapazität von 8 Gigabyte erreichen.